# Skagaströnd

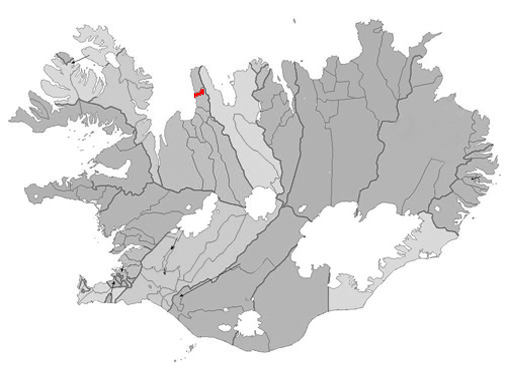
Skagaströnd na mapě Islandu

Skagaströnd je rybářská vesnice a zároveň obec na severu Islandu, u fjordu Húnaflói. Žije zde 488 obyvatel (2015). Zeměpisné souřadnice jsou 65°50' severní šířky a 20°19' západní délky.

## Historie a současnost
Skagaströnd leží na pobřeží a již od 15. století byl centrem obchodu v oblasti. V roce 1814 jej navštívil skotský misionář Ebenezer Henderson, který na počátku 19. století jako představitel Britské a zahraniční biblické společnosti rozšiřoval Bibli v několika skandinávských krajinách, včetně Islandu.
V 30. letech 20. století byla postavena nová přístavní budova, v roce 1944 zde byla založena továrna na zpracování ryb a v roce 1946 zvláštní závod na zpracování herinků, tzv. herinkárna.
V současnosti se zde nachází například základní škola, kostel, medicínské centrum, sportovní centrum a golfové hřiště.